# Coupe du monde de ski de fond 2012-2013
Navigation
Édition précédente Édition suivante
La 32e édition de la Coupe du monde de ski de fond s'est déroulée du 24 novembre 2012 au 24 mars 2013.

## Classements

### Classements généraux
| Rang | Nom                    | Points |
| ---- | ---------------------- | ------ |
| 1    | Petter Northug         | 1561   |
| 2    | Alexander Legkov       | 1381   |
| 3    | Dario Cologna          | 1364   |
| 4    | Alexey Poltoranin      | 995    |
| 5    | Maxim Vylegzhanin      | 935    |
| 6    | Ilia Chernousov        | 845    |
| 7    | Emil Jönsson           | 735    |
| 8    | Martin Johnsrud Sundby | 672    |
| 9    | Marcus Hellner         | 630    |
| 10   | Finn Hågen Krogh       | 545    |

| Rang | Nom                    | Points |
| ---- | ---------------------- | ------ |
| 1    | Justyna Kowalczyk      | 2017   |
| 2    | Therese Johaug         | 1503   |
| 3    | Kikkan Randall         | 1190   |
| 4    | Marit Bjørgen          | 1148   |
| 5    | Heidi Weng             | 1085   |
| 6    | Kristin Størmer Steira | 1018   |
| 7    | Anne Kyllönen          | 987    |
| 8    | Charlotte Kalla        | 845    |
| 9    | Astrid Jacobsen        | 778    |
| 10   | Krista Lähteenmäki     | 736    |

### Classements de distance
| Rang | Nom               | Points |
| ---- | ----------------- | ------ |
| 1    | Alexander Legkov  | 793    |
| 2    | Dario Cologna     | 644    |
| 3    | Petter Northug    | 632    |
| 4    | Alexey Poltoranin | 521    |
| 5    | Ilia Chernousov   | 508    |

| Rang | Nom                    | Points |
| ---- | ---------------------- | ------ |
| 1    | Justyna Kowalczyk      | 1027   |
| 2    | Therese Johaug         | 874    |
| 3    | Kristin Størmer Steira | 665    |
| 4    | Heidi Weng             | 526    |
| 5    | Anne Kyllönen          | 499    |

### Classements de sprint
| Rang | Nom             | Points |
| ---- | --------------- | ------ |
| 1    | Emil Jönsson    | 498    |
| 2    | Petter Northug  | 329    |
| 3    | Nikita Kriukov  | 316    |
| 4    | Teodor Peterson | 274    |
| 5    | Andrew Newell   | 264    |

| Rang | Nom                      | Points |
| ---- | ------------------------ | ------ |
| 1    | Kikkan Randall           | 542    |
| 2    | Justyna Kowalczyk        | 430    |
| 3    | Ingvild Flugstad Østberg | 294    |
| 4    | Maiken Caspersen Falla   | 283    |
| 5    | Anne Kyllönen            | 260    |

### Globes de cristal et titres mondiaux à l'issue de la saison
| Disciplines        | Disciplines        | Globes de cristal | Champions du monde |
| ------------------ | ------------------ | ----------------- | ------------------ |
| Général            | Général            | Petter Northug    |                    |
| Sprint             | Sprint             | Emil Jönsson      | Nikita Kriukov     |
| Sprint par équipes | Sprint par équipes |                   | Russie             |
| Relais             | Relais             | Norvège           |                    |
| D i s t            | Individuelle       | Alexander Legkov  | Petter Northug     |
| D i s t            | Skiathlon          | Alexander Legkov  | Dario Cologna      |
| D i s t            | Départ en ligne    | Alexander Legkov  | Johan Olsson       |

| Disciplines        | Disciplines        | Globes de cristal | Championnes du monde |
| ------------------ | ------------------ | ----------------- | -------------------- |
| Général            | Général            | Justyna Kowalczyk |                      |
| Sprint             | Sprint             | Kikkan Randall    | Marit Bjørgen        |
| Sprint par équipes | Sprint par équipes |                   | États-Unis           |
| Relais             | Relais             | Norvège           |                      |
| D i s t            | Individuelle       | Justyna Kowalczyk | Therese Johaug       |
| D i s t            | Skiathlon          | Justyna Kowalczyk | Marit Bjørgen        |
| D i s t            | Départ en ligne    | Justyna Kowalczyk | Marit Bjørgen        |

## Calendrier et podiums

### Hommes

#### Épreuves individuelles
| Étape                                                             | Lieu                                     | Épreuve                                  | Date                                     | Vainqueur              | Deuxième               | Troisième              |
| ----------------------------------------------------------------- | ---------------------------------------- | ---------------------------------------- | ---------------------------------------- | ---------------------- | ---------------------- | ---------------------- |
| 1                                                                 | Gaellivare                               | 15 km libre                              | 24 novembre 2012                         | Martin Johnsrud Sundby | Alexey Poltoranin      | Marcus Hellner         |
| Nordic Opening (30 novembre au 2 décembre 2012)                   |                                          |                                          |                                          |                        |                        |                        |
| 2                                                                 | Kuusamo                                  | Sprint style classique                   | 30 novembre 2012                         | Nikita Kriukov         | Petter Northug         | Eirik Brandsdal        |
| 3                                                                 | Kuusamo                                  | 10 km libre                              | 1er décembre 2012                        | Alexander Legkov       | Petter Northug         | Maurice Manificat      |
| 4                                                                 | Kuusamo                                  | 15 km classique avec handicap            | 2 décembre 2012                          | Maxim Vylegzhanin      | Dario Cologna          | Martin Johnsrud Sundby |
| 5                                                                 | Nordic Opening - Classement final        | Nordic Opening - Classement final        | Nordic Opening - Classement final        | Petter Northug         | Maxim Vylegzhanin      | Alexey Poltoranin      |
| Fin du Nordic Opening                                             |                                          |                                          |                                          |                        |                        |                        |
| 6                                                                 | Québec                                   | Sprint style libre                       | 8 décembre 2012                          | Emil Jönsson           | Teodor Peterson        | Alexey Petukhov        |
| 7 (2)                                                             | Canmore                                  | 15 km classique départ en ligne          | 13 décembre 2012                         | Tim Tscharnke          | Sjur Røthe             | Tobias Angerer         |
| 8                                                                 | Canmore                                  | Sprint style libre                       | 15 décembre 2012                         | Emil Jönsson           | Anders Gløersen        | Nikita Kriukov         |
| 9 (4)                                                             | Canmore                                  | 30 km skiathlon                          | 16 décembre 2012                         | Maurice Manificat      | Roland Clara           | Sjur Røthe             |
| Tour de ski (29 décembre 2012 au 6 janvier 2013)                  |                                          |                                          |                                          |                        |                        |                        |
| 10                                                                | Oberhof                                  | 4 km libre (prologue)                    | 29 décembre 2012                         | Petter Northug         | Marcus Hellner         | Alexander Legkov       |
| 11                                                                | Oberhof                                  | 15 km classique avec handicap            | 30 décembre 2012                         | Maxim Vylegzhanin      | Alexander Legkov       | Petter Northug         |
| 12                                                                | Münstertal                               | Sprint style libre                       | 1er janvier 2013                         | Finn Hågen Krogh       | Federico Pellegrino    | Len Valjas             |
| 13                                                                | Cortina vers Toblach                     | 35 km libre avec handicap                | 3 janvier 2013                           | Petter Northug         | Alexander Legkov       | Dario Cologna          |
| 14                                                                | Toblach                                  | 5 km classique                           | 4 janvier 2013                           | Alexey Poltoranin      | Petter Northug         | Dario Cologna          |
| 15                                                                | Val di Fiemme                            | 15 km classique départ en ligne          | 5 janvier 2013                           | Alexey Poltoranin      | Len Valjas             | Alex Harvey            |
| 16                                                                | Val di Fiemme                            | 9 km libre avec handicap                 | 6 janvier 2013                           | Marcus Hellner         | Ivan Babikov           | Roland Clara           |
| 17                                                                | Tour de ski - Classement final           | Tour de ski - Classement final           | Tour de ski - Classement final           | Alexander Legkov       | Dario Cologna          | Maxim Vylegzhanin      |
| Fin du Tour de ski                                                |                                          |                                          |                                          |                        |                        |                        |
| 18                                                                | Liberec                                  | Sprint style classique                   | 12 janvier 2013                          | Teodor Peterson        | Emil Jönsson           | Pål Golberg            |
| 19 (2)                                                            | La Clusaz                                | 15 km classique départ en ligne          | 19 janvier 2013                          | Alexey Poltoranin      | Alexander Bessmertnykh | Dario Cologna          |
| 20                                                                | Sotchi                                   | Sprint style libre                       | 1er février 2013                         | Petter Northug         | Dario Cologna          | David Hofer            |
| 21 (4)                                                            | Sotchi                                   | 30 km skiathlon                          | 2 février 2013                           | Dario Cologna          | Ilia Chernousov        | Alexander Legkov       |
| 22                                                                | Davos                                    | Sprint style classique                   | 16 février 2013                          | Alexey Poltoranin      | Dario Cologna          | Federico Pellegrino    |
| 23                                                                | Davos                                    | 15 km libre                              | 17 février 2013                          | Johan Olsson           | Dario Cologna          | Alexander Legkov       |
| Championnats du monde de ski nordique (20 février au 3 mars 2013) |                                          |                                          |                                          |                        |                        |                        |
| 24                                                                | Lahti                                    | Sprint style libre                       | 9 mars 2013                              | Emil Jönsson           | Ola Vigen Hattestad    | Finn Hågen Krogh       |
| 25                                                                | Lahti                                    | 15 km classique                          | 10 mars 2013                             | Petter Northug         | Alexey Poltoranin      | Martin Johnsrud Sundby |
| 26                                                                | Drammen                                  | Sprint style classique                   | 13 mars 2013                             | Petter Northug         | Alexey Poltoranin      | Nikita Kriukov         |
| 27 (6)                                                            | Oslo                                     | 50 km libre départ en ligne              | 16 mars 2013                             | Alexander Legkov       | Martin Johnsrud Sundby | Ilia Chernousov        |
| Finale Coupe du monde (20 au 24 mars 2013)                        |                                          |                                          |                                          |                        |                        |                        |
| 28                                                                | Stockholm                                | Sprint style classique                   | 20 mars 2013                             | Petter Northug         | Eirik Brandsdal        | Nikita Kriukov         |
| 29                                                                | Falun                                    | 3,75 km libre                            | 22 mars 2013                             | Petter Northug         | Pål Golberg            | Anders Gløersen        |
| 30                                                                | Falun                                    | 15 km classique départ en ligne          | 23 mars 2013                             | Eldar Rønning          | Maxim Vylegzhanin      | Martin Johnsrud Sundby |
| 31                                                                | Falun                                    | 15 km libre avec handicap                | 24 mars 2013                             | Finn Hågen Krogh       | Martin Johnsrud Sundby | Alexander Legkov       |
| 32                                                                | Finale Coupe du monde - Classement final | Finale Coupe du monde - Classement final | Finale Coupe du monde - Classement final | Petter Northug         | Finn Hågen Krogh       | Martin Johnsrud Sundby |
| Fin de la Finale Coupe du monde                                   |                                          |                                          |                                          |                        |                        |                        |

Entre parenthèses, le nombre de sprints intermédiaires

#### Épreuves par équipes
| Étape                                                             | Lieu       | Épreuve                            | Date             | Vainqueur                                                                     | Deuxième                                                                      | Troisième                                                                      |
| ----------------------------------------------------------------- | ---------- | ---------------------------------- | ---------------- | ----------------------------------------------------------------------------- | ----------------------------------------------------------------------------- | ------------------------------------------------------------------------------ |
| 1                                                                 | Gaellivare | Relais (4 × 7,5 km)                | 25 novembre 2012 | Norvège- Eldar Rønning - Martin Johnsrud Sundby - Sjur Røthe - Petter Northug | Suède- Emil Jönsson - Johan Olsson - Daniel Richardsson - Marcus Hellner      | Russie- Evgeniy Belov - Maxim Vylegzhanin - Alexander Legkov - Ilia Chernousov |
| 2                                                                 | Québec     | Sprint par équipes style libre     | 7 décembre 2012  | Kazakhstan- Denis Volotka - Nikolay Chebotko                                  | Russie- Nikita Kriukov - Alexey Petukhov                                      | Norvège- Anders Gløersen - Eirik Brandsdal                                     |
| 3                                                                 | Liberec    | Sprint par équipes style libre     | 13 janvier 2013  | Russie- Mikhail Devjatiarov - Nikolaï Morilov                                 | Norvège- Eirik Brandsdal - Pål Golberg                                        | Russie- Alexey Petukhov - Nikita Kriukov                                       |
| 4                                                                 | La Clusaz  | Relais (4 × 7,5 km)                | 20 janvier 2013  | Norvège- Eldar Rønning - Didrik Tønseth - Martin Johnsrud Sundby - Sjur Røthe | Suède- Daniel Richardsson - Johan Olsson - Calle Halfvarsson - Marcus Hellner | République tchèque- Jiří Magál - Lukáš Bauer - Ales Razym - Martin Jaks        |
| 5                                                                 | Sotchi     | Sprint par équipes style classique | 3 février 2013   | Russie- Dmitri Iaparov - Maxim Vylegzhanin                                    | Suède- Teodor Peterson - Emil Jönsson                                         | Allemagne- Axel Teichmann - Tobias Angerer                                     |
| Championnats du monde de ski nordique (20 février au 3 mars 2013) |            |                                    |                  |                                                                               |                                                                               |                                                                                |

### Femmes

#### Épreuves individuelles
| Étape                                                             | Lieu                                     | Épreuve                                  | Date                                     | Vainqueur              | Deuxième                 | Troisième                |
| ----------------------------------------------------------------- | ---------------------------------------- | ---------------------------------------- | ---------------------------------------- | ---------------------- | ------------------------ | ------------------------ |
| 1                                                                 | Gaellivare                               | 10 km libre                              | 24 novembre 2012                         | Marit Bjørgen          | Therese Johaug           | Kikkan Randall           |
| Nordic Opening (30 novembre au 2 décembre 2012)                   |                                          |                                          |                                          |                        |                          |                          |
| 2                                                                 | Kuusamo                                  | Sprint style classique                   | 30 novembre 2012                         | Marit Bjørgen          | Evgenia Shapovalova      | Anastasia Dotsenko       |
| 3                                                                 | Kuusamo                                  | 5 km libre                               | 1er décembre 2012                        | Marit Bjørgen          | Kikkan Randall           | Yulia Tchekaleva         |
| 4                                                                 | Kuusamo                                  | 10 km classique avec handicap            | 2 décembre 2012                          | Marit Bjørgen          | Therese Johaug           | Heidi Weng               |
| 5                                                                 | Nordic Opening - Classement final        | Nordic Opening - Classement final        | Nordic Opening - Classement final        | Marit Bjørgen          | Justyna Kowalczyk        | Heidi Weng               |
| Fin du Nordic Opening                                             |                                          |                                          |                                          |                        |                          |                          |
| 6                                                                 | Québec                                   | Sprint style libre                       | 8 décembre 2012                          | Kikkan Randall         | Maiken Caspersen Falla   | Ida Ingemarsdotter       |
| 7 (1)                                                             | Canmore                                  | 10 km classique départ en ligne          | 13 décembre 2012                         | Justyna Kowalczyk      | Anne Kyllönen            | Maiken Caspersen Falla   |
| 8                                                                 | Canmore                                  | Sprint style libre                       | 15 décembre 2012                         | Maiken Caspersen Falla | Kikkan Randall           | Celine Brun-Lie          |
| 9 (2)                                                             | Canmore                                  | 15 km skiathlon                          | 16 décembre 2012                         | Justyna Kowalczyk      | Anne Kyllönen            | Vibeke Skofterud         |
| Tour de ski (29 décembre 2012 au 6 janvier 2013)                  |                                          |                                          |                                          |                        |                          |                          |
| 10                                                                | Oberhof                                  | 3 km libre (prologue)                    | 29 décembre 2012                         | Kikkan Randall         | Charlotte Kalla          | Justyna Kowalczyk        |
| 11                                                                | Oberhof                                  | 9 km classique avec handicap             | 30 décembre 2012                         | Justyna Kowalczyk      | Therese Johaug           | Anne Kyllönen            |
| 12                                                                | Münstertal                               | Sprint style libre                       | 1er janvier 2013                         | Kikkan Randall         | Ingvild Flugstad Østberg | Heidi Weng               |
| 13                                                                | Cortina vers Toblach                     | 15 km libre avec handicap                | 3 janvier 2013                           | Justyna Kowalczyk      | Charlotte Kalla          | Therese Johaug           |
| 14                                                                | Toblach                                  | 3 km classique                           | 4 janvier 2013                           | Justyna Kowalczyk      | Krista Lähteenmäki       | Astrid Jacobsen          |
| 15                                                                | Val di Fiemme                            | 10 km classique départ en ligne          | 5 janvier 2013                           | Justyna Kowalczyk      | Kristin Størmer Steira   | Krista Lähteenmäki       |
| 16                                                                | Val di Fiemme                            | 9 km libre avec handicap                 | 6 janvier 2013                           | Therese Johaug         | Elizabeth Stephen        | Heidi Weng               |
| 17                                                                | Tour de ski - Classement final           | Tour de ski - Classement final           | Tour de ski - Classement final           | Justyna Kowalczyk      | Therese Johaug           | Kristin Størmer Steira   |
| Fin du Tour de ski                                                |                                          |                                          |                                          |                        |                          |                          |
| 18                                                                | Liberec                                  | Sprint style classique                   | 12 janvier 2013                          | Mona-Lisa Malvalehto   | Justyna Kowalczyk        | Maiken Caspersen Falla   |
| 19 (1)                                                            | La Clusaz                                | 10 km classique départ en ligne          | 19 janvier 2013                          | Marit Bjørgen          | Therese Johaug           | Justyna Kowalczyk        |
| 20                                                                | Sotchi                                   | Sprint style libre                       | 1er février 2013                         | Kikkan Randall         | Aurore Jéan              | Celine Brun-Lie          |
| 21 (2)                                                            | Sotchi                                   | 15 km skiathlon                          | 2 février 2013                           | Kristin Størmer Steira | Yulia Tchekaleva         | Nicole Fessel            |
| 22                                                                | Davos                                    | Sprint style classique                   | 16 février 2013                          | Justyna Kowalczyk      | Marit Bjørgen            | Anne Kyllönen            |
| 23                                                                | Davos                                    | 10 km libre                              | 17 février 2013                          | Therese Johaug         | Justyna Kowalczyk        | Kristin Størmer Steira   |
| Championnats du monde de ski nordique (20 février au 3 mars 2013) |                                          |                                          |                                          |                        |                          |                          |
| 24                                                                | Lahti                                    | Sprint style libre                       | 9 mars 2013                              | Kikkan Randall         | Marit Bjørgen            | Alena Prochazkova        |
| 25                                                                | Lahti                                    | 10 km classique                          | 10 mars 2013                             | Justyna Kowalczyk      | Marit Bjørgen            | Heidi Weng               |
| 26                                                                | Drammen                                  | Sprint style classique                   | 13 mars 2013                             | Justyna Kowalczyk      | Heidi Weng               | Ingvild Flugstad Østberg |
| 27 (4)                                                            | Oslo                                     | 30 km libre départ en ligne              | 17 mars 2013                             | Therese Johaug         | Justyna Kowalczyk        | Yulia Tchekaleva         |
| Finale Coupe du monde (20 au 24 mars 2013)                        |                                          |                                          |                                          |                        |                          |                          |
| 28                                                                | Stockholm                                | Sprint style classique                   | 20 mars 2013                             | Justyna Kowalczyk      | Marit Bjørgen            | Kerttu Niskanen          |
| 29                                                                | Falun                                    | 2,5 km libre                             | 22 mars 2013                             | Marit Bjørgen          | Charlotte Kalla          | Kikkan Randall           |
| 30                                                                | Falun                                    | 10 km classique départ en ligne          | 23 mars 2013                             | Marit Bjørgen          | Therese Johaug           | Heidi Weng               |
| 31                                                                | Falun                                    | 10 km libre avec handicap                | 24 mars 2013                             | Therese Johaug         | Kikkan Randall           | Charlotte Kalla          |
| 32                                                                | Finale Coupe du monde - Classement final | Finale Coupe du monde - Classement final | Finale Coupe du monde - Classement final | Marit Bjørgen          | Therese Johaug           | Charlotte Kalla          |
| Fin de la Finale Coupe du monde                                   |                                          |                                          |                                          |                        |                          |                          |

Entre parenthèses, le nombre de sprints intermédiaires

#### Épreuves par équipes
| Étape                                                             | Lieu       | Épreuve                            | Date             | Vainqueur                                                                     | Deuxième                                                                               | Troisième                                                                                 |
| ----------------------------------------------------------------- | ---------- | ---------------------------------- | ---------------- | ----------------------------------------------------------------------------- | -------------------------------------------------------------------------------------- | ----------------------------------------------------------------------------------------- |
| 1                                                                 | Gaellivare | Relais (4 × 5 km)                  | 25 novembre 2012 | Norvège- Vibeke Skofterud - Therese Johaug - Martine Ek Hagen - Marit Bjørgen | Suède- Ida Ingemarsdotter - Sofia Bleckur - Lisa Larsen - Charlotte Kalla              | États-Unis- Holly Brooks - Kikkan Randall - Elizabeth Stephen - Jessica Diggins           |
| 2                                                                 | Québec     | Sprint par équipes style libre     | 7 décembre 2012  | États-Unis- Jessica Diggins - Kikkan Randall                                  | Allemagne- Hanna Kolb - Denise Herrmann                                                | Norvège- Celine Brun-Lie - Maiken Caspersen Falla                                         |
| 3                                                                 | Liberec    | Sprint par équipes style libre     | 13 janvier 2013  | Norvège- Ingvild Flugstad Østberg - Maiken Caspersen Falla                    | Suède- Stina Nilsson - Ida Ingemarsdotter                                              | Suède- Linn Sömskar - Magdalena Pajala                                                    |
| 4                                                                 | La Clusaz  | Relais (4 × 5 km)                  | 20 janvier 2013  | Norvège- Heidi Weng - Therese Johaug - Kristin Størmer Steira - Marit Bjørgen | Finlande- Anne Kyllönen - Aino-Kaisa Saarinen - Riitta Liisa Roponen - Kerttu Niskanen | Norvège- Vibeke Skofterud - Ingvild Flugstad Østberg - Martine Ek Hagen - Astrid Jacobsen |
| 5                                                                 | Sotchi     | Sprint par équipes style classique | 3 février 2013   | Finlande- Mona-Lisa Malvalehto - Anne Kyllönen                                | Russie- Julia Ivanova - Natalia Matveeva                                               | Canada- Perianne Jones - Daria Gaiazova                                                   |
| Championnats du monde de ski nordique (20 février au 3 mars 2013) |            |                                    |                  |                                                                               |                                                                                        |                                                                                           |